# James Bateman
James Bateman (Bury, Lancashire, 18 de julho de 1811 — Worthing, Sussex, 27 de novembro de 1897) foi um botânico britânico.

## Biografia
Bateman foi um horticultor e latifundiário, filho de John Bateman, um rico comerciante de carvão e aço, e de Elizabeth nascida Holt.
Nasceu em Redivals, perto de Bury, em Lancashire. Matriculou-se na Lincoln College de Oxford em 1829 e graduou-se pela Magdalen College de Oxford com o título de bacharel em artes em 1834, e de mestre em artes em 1845. Casou-se com Maria Sybilla Warburton em 24 de abril de 1838, união da qual teve quatro filhos.
Em 1840, com o dinheiro herdado de seu pai, transferiu-se para Biddulph, perto de Knypersley Hall, onde criou e desenvolveu o parque botânico Biddulph Grange com o amigo e pintor de paisagens John Cooke. Os jardins foram construídos para exibir os espécimes de uma extensa e variada coleção de plantas de Bateman
Os Jardins de Baterman é um exemplo raro de estilo entre os Jardins ingleses de Lancelot Brown e os da Era Vitoriana. Os jardins eram divididos por setores e por temas. A novela de Priscilla Masters, "Mr Bateman's Garden" (1987), é uma ficção que foi desenrolada nestes jardins.
Foi um coletor e um especialista em orquídeas. Foi presidente da North Staffordshire Field Society, participou do Comitê de Exploração de Plantas da Sociedade Real de Horticultura, membro da Sociedade Linneana de Londres e da Royal Society (1838).
Baterman teve quatro filhos, que cresceram na "Biddulph Grange", entre eles o pintor Robert Bateman.
Em 1861, Bateman e seus filhos abandonaram a casa e os jardins, indo morar em Kensington, Londres. Mais tarde, transferiu-se para Worthing, em Sussex, onde morreu em 1897.

## Obras
Publicou numerosos trabalhos sôbre as orquideas, entre os quais:
- Orchidaceae of Mexico and Guatemala (1837-1843).
- A Monograph of Odontoglossum (Reeve & Co., Londres, (1864-1874).
- A Second Century of Orchidaceus Plants (1867).